# فرانك وليامز (لاعب كرة قدم)
فرانك وليامز (بالإنجليزية: Frank Williams)‏ (10 مارس 1906 في المملكة المتحدة - 1 يناير 1982) هو لاعب كرة قدم بريطاني (وحمل سابقاً جنسية المملكة المتحدة لبريطانيا العظمى وأيرلندا) في مركز جناح ‏. لعب مع بريستون نورث إيند وبورت فايل وشروزبري تاون ونادي ريكسهام ونادي أوزورتي تاون ‏ وBuxton F.C. ‏ ونادي ألترينتشام وAshton National F.C. ‏ ونادي نورثن نومادز.